# Širvinta-Landschaftsschutzgebiet

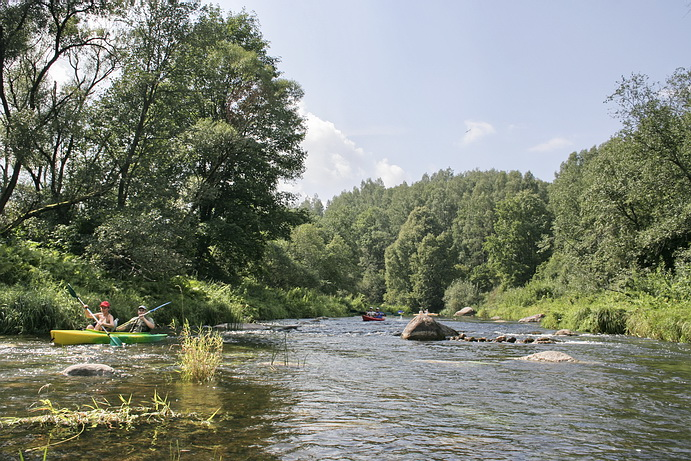
Širvinta bei Kultuvėnai

Das Širvinta-Landschaftsschutzgebiet (lit. Širvintos kraštovaizdžio draustinis) ist ein Landschaftsschutzgebiet (draustinis) in Litauen. Es liegt in den Rajongemeinden Širvintos, Jonava und Ukmergė. Das Territorium beträgt 1043 ha. Geschützt wird das Tal der Širvinta (linker Nebenfluss der Šventoji), ihre Landschaft (Erosionsformen), die Barsch-Laichgebiete. Das Schutzgebiet wurde 1992 vom Staat errichtet.